# 相川梨絵
相川 梨絵（あいかわ りえ、1977年6月10日 - ）は、元フリーアナウンサー。元共同テレビ（フジテレビ専属）アナウンサー。現在はバヌアツ在住。かつてセント・フォースに所属していた。
茨城県牛久市出身。血液型はB型。愛称は「フェアリー」。

## 略歴
- 牛久市立牛久南中学校、茨城県立竹園高等学校、横浜国立大学教育学部理科学科卒業[1]。中学校教員免許（理科）・高等学校教員免許（理科）を取得。
- 2000年共同テレビ入社。入社後3年間はフジテレビアナウンス室に研修出向、出向終了後も2006年3月まで同局専属として活動。報道・情報・バラエティ・競馬番組・イベント司会などを幅広く担当。女性アナウンサーとしては珍しい理系出身である。
- 2006年6月共同テレビを退職。同年7月よりセント・フォースへ移籍。正式にフリーアナウンサーとなった。
- 2012年3月21日に結婚。夫は4歳年上のバヌアツ在住の日本人ツアーガイド。2010年に相川が観光で訪れたバヌアツでガイドを担当したことがきっかけとなり、帰国後から交際に発展した。相川も結婚後はバヌアツへ移住[2]。このため、同月31日をもって12年間活動してきたアナウンサー業を引退[3]。
- アナウンサーは引退したものの、当時のブログはその後も継続が決まり、2012年6月以降のバヌアツ在住時もほぼ毎日更新されている。また、移住に先立つ同年5月24日には訪日したバヌアツのリンダ・カルポイ観光局長からバヌアツ親善大使に任命され[4]、現地事情を伝える日本向けケーブルテレビ番組のレポーターなどで活動することになった。
- バヌアツ移住直前に妊娠したことが判明し、2012年9月17日に妊娠5ヶ月であることを公表[5]。
- 2013年2月2日、第一子（長女）を出産[6]。
- 2018年前半に第二子（次女）を出産（詳細な出産時期については公表せず）。

## 人物像
- 『森田一義アワー 笑っていいとも!』では「テレフォンショッキング」のテレフォンアナウンサーを長く務め、キュートな笑顔と明るいキャラクターで人気を得た[2]。
- 目標としていたアナウンサーは西山喜久恵。理想の女性は黒木瞳。
- 中学校・高校はハンドボール部でキャプテンも務めた。大学は女子ラクロス部で、ポジションはゴーリーであった。
- ジュニア・ベジタブル&フルーツマイスターの資格を所持している。資格を取ろうとしたきっかけは、2005年に尿管結石を患い、健康管理の大切さを痛感したため。

## エピソード
- 新人当時、フジテレビ社屋エレベーター内のテレビ放送「えれび」で、妖精の扮装で“フェアリー梨絵”として出演していたため、愛称は「フェアリー」。また、2007年に開始した公式ブログのタイトルは、フェアリー梨絵が発する癒しの呪文「シャララ〜ン」から取っている。
- 入社後数年は実家の茨城から遠距離通勤していた。
- 2002年3月放送終了の『コント1000本ノック』では、毎回セーラー服や客室乗務員（スチュワーデス）などのありとあらゆるコスプレを披露した。後に相川はこの番組のことを「イミないんだもん。コスプレが。」と振り返っている[7]。

## 現在の出演番組
- バヌアツへいこう!（BTV） - リポーター（月2回更新）

## 過去の出演番組

### フジテレビ
地上波
- 森田一義アワー 笑っていいとも! 2002年10月〜2006年3月（月曜→火曜→金曜）
- 爆笑問題☆伝説の天才 2005年4月〜9月
- F2（木曜MC）2002年10月〜2004年3月
  - F2-X（金曜MC・今週のSMAP）2004年4月〜2005年3月
  - F2スマイル 月曜14:05〜15:00 （今週のSMAP（『F2-X』から継続））2005年4月〜2005年9月
- めざまし新聞for BIZ（月・火曜アシスタント）2003年4月〜6月
  - めざビズ（月・火曜メインキャスター）2003年7月〜9月
- めざましテレビ
  - 「見出しde勝負!」（月・火曜）〜2003年9月
  - 「ココ調」レポーター（月曜）2007年10月〜2008年3月
  - 「めざましプレゼント」（月曜）2006年10月〜2007年3月
  - 代行での出演：2005年は7月24日・31日、2006年7月〜9月
- めざましどようび「ヒットの神様」2003年9月〜2004年3月
- キク?みる! 2002年1月〜3月 - 『キク!みる!』の前身
  - キク!みる! - リポーター 金曜22:52〜23:00（フジテレビ）・木曜21:54〜22:00（関西テレビ）〜2010年3月
- うまなりクン 2001年10月〜2002年9月
- コント1000本ノック
- トモコさん
- メジャーリーグ中継 - アシスタント（不定期）
- スーパーニュース - 芸能インタビュアー、グルメリポーター
- 知的冒険 ハッケン!! - リポーター 2006年10月〜2007年3月
- 近未来予報ツギクル - ナレーション 2008年4月〜2009年3月
- 通販DJ（2006年1月〜2010年3月）

CS放送
- Kids2 TV（フジテレビ.ディノス） - MC 2005年10月〜2006年9月
- 商売繁盛 フジテレビ本舗（フジテレビ.ディノス） - MC 〜2007年3月
- ピース堂（ディノスチャンネル） - MC 2006年10月〜2007年3月
- CSプロ野球ニュース（フジテレビ739） - アシスタント 木曜23:00〜
- A1 NEWS STAGE（グリーンチャンネル、2009年8月13日〜2011年12月）

### 日本テレビ
- 世界一受けたい授業（2006年5月20日）

### テレビ東京
- オンナの時間ですよ-「オンナとしてヤバイアスロン」進行役（2006年12月26日）
- FILM FACTORYにて監督業に挑戦

### BSフジ
- 競馬大王
- BSフジNEWS
- 日本の試験大全

### インターネット放送
- DS通信
- DS2
- 日刊フジアナBB
- BBコンプレックス 5代目イメージキャラクター 2004年10月〜12月

### その他
この他フジテレビ以外でも産經新聞の企画広告やニッピコラーゲン化粧品のインフォマーシャルに出演経歴あり。
- J:COM TV NAVI(2007年2月 石崎佳代子の代理出演)
- マッスルチャンネル - MC 木曜20:00〜（BS-i）2007年4月〜9月
- 世界の競馬 - MC 不定期 （NHK-BS1）
- 直撃!トップの決断 - アシスタント 土曜17:30〜18:00 （BSジャパン）
- 野球好きニュース（J sports ESPN、2010年シーズン）
- HOW TO スカパー! - ナビゲーター　毎時45分から15分間（スカイパーフェクTV!　CLUBスカパー!TV）
- 榊原・嶌のグローバルナビフロント（BS-TBS、2011年3月26日〜2012年3月31日）

## 同期入社アナウンサー
- 安藤幸代（現在:フリーアナウンサー、セントフォース所属）
- 滝川クリステル（現在：フリーアナウンサー、フォニックス所属）
- 梅津弥英子（フジテレビアナウンサー）
- 千野志麻（現在:フリーアナウンサー）
- 政井マヤ（現在:フリーアナウンサー、オスカープロモーション所属）

## 脚註
1. ↑  『テレビ・タレント人名事典（第6版）』日外アソシエーツ、2004年6月、4頁。ISBN 978-4-8169-1852-0。
2. 1 2  “相川梨絵アナ 4歳上男性と“バヌアツ移住婚””. スポニチアネックス (スポーツニッポン). (2012年3月28日) 2012年3月28日閲覧。
3. ↑  “シャララ〜ン劇場 「ありがとうございました」” (2012年3月31日). 2012年3月31日閲覧。
4. ↑  “相川梨絵のバヌアツ通信「覚悟の移住!気分はもう現地人」”. MSN産経ニュース. (2012年6月18日).  オリジナルの2013年1月3日時点におけるアーカイブ。 2012年7月5日閲覧。
5. ↑  “【相川梨絵のバヌアツ通信】ホームステイで「共存」体験”. 産経新聞.  オリジナルの2013年1月4日時点におけるアーカイブ。 2012年9月17日閲覧。
6. ↑  “出産報告”. シャララ〜ン劇場 (2013年2月8日). 2022年6月1日閲覧。
7. ↑  “アナルームニュース 2003年4月8日号 アナマガ独占！巣立ちの時共テレ3人娘 “卒業”記念対談〜“人生でもっとも濃厚だった3年間”の節目に〜 ＜後編＞”.   フジテレビ (2003年4月8日). 2007年1月27日時点のオリジナルよりアーカイブ。2015年7月28日閲覧。